# The U-Mix Show
Violetta este un serial pentru adolescenți care a fost difuzat pentru prima dată pe Disney Channel la data de 14 mai 2012. Serialul este o co-producție între Disney Channel Latin America, Disney Channel Europe, Disney Channel Middle East, Disney Channel Africa și compania argentineană de producție Pol-ka Producciones. Violetta spune povestea unei adolecente talentate, "Violetta", care pleacă din Spania în orașul ei natal, Buenos Aires, pentru a găsi iubirea și pentru a explora pasiunea ei pentru muzică. Show-ul este complet filmat în Buenos Aires, în special în cartierul La Boca. Nicolas Fromentel a compus toate melodiile. Melodia de intro este "En mi mundo" (În lumea mea).

## Povestea

#### Al doilea sezon
Al doilea sezon va fi filmat în Spania. După întoarcerea lui Tomás în Spania, Violetta se întoarce la Leon, dar Diego (un nou personaj) face tot posibilul pentru a-i împiedica. Germán este întotdeauna protector cu Violetta, dar acum este mult mai tolerant. Francesca îl întâlnește pe Marco, care se îndrăgostește de ea. Jade angajează un spion pentru a-i separa pe Angie și Germán.Ludmila se indragosteste de Federico(castigatorul concursului You Mix),dar acesta o lasa pe Ludmila dupa ce afla planurile ei cu Diego.Leon se apuca de motocross și se îndrăgostește de o fată pe nume Lara.Dar pe la sfarsitul sezonului se desparte de ea si se intoarce la Violetta.Federico si Ludmila vor fi impreuna si se vor saruta.

## Distribuția
Actorii din serial sunt:
- Martina Stoessel: Violetta Castillo
- Diego Ramos: Germán Castillo
- Clara Alonso: Angie Carrará
- Florencia Benítez: Jade LaFontaine
- Joaquín Berthold: Matías LaFontaine
- Mirta Wons: Olga
- Alfredo Allende: Lisandro Ramallo
- Mercedes Lambre: Ludmila Ferro Sussanna
- Alba Rico Navarro: Naty (Natalia)
- Pablo Espinosa: Tomás Heredia
- Jorge Blanco: Leon
- Candelaria Molfese: Camila Torres
- Facundo Gambandé: Maximiliano Ponte
- Lodovica Comello: Francesca
- Simone Lijoi:Luca
- Artur Logunov: Brako
- Rodrigo Velilla: Napo (Napoleón)
- Nicolás Garnier: Andrés
- Ezequiel Rodríguez: Pablo Galindo
- Pablo Sultani: Roberto Benvenuto "Beto"
- Rodrigo Pedreira: Gregorio
- Alberto Fernández de Rosa: Antonio Fernández Vallejo
- Samuel Nascimento: Broadway
- Lucía Gil: Helena "Lena"
- Germán Tripel: Rafael "Rafá" Palmer
- Iara Muñoz: "Agus"
- Nicole Luis: Laura
- Pedro Maurizi: Maestro Zambrano
- Sumi Justo: Mara
- Ruggero Pasquarelli: Federico

## Personaje

#### Personaje principale
- Violetta Castillo: O adolescentă ce se întoarce în orașul ei natal, în Buenos Aires alături de tatăl ei, Germán. Ea urmează cursurile de muzică la Studio 21. O are drept guvernantă pe Angie, care este sora mamei ei. Violetta nu știe acest lucru. Violettei nu-i place de Jade și de fratele ei, Matias.

- German Castillo: Tatăl protector al Violettei. El este iubitul lui Jade, deși după ce se întâlnește cu Angie, începe să se îndrăgostească de aceasta. El obișnuia să se mute cu Violetta dintr-un loc în altul, din cauza serviciului său. El nu vrea ca Violetta să-i calce pe urmele mamei sale și să devină cântăreață.
- Angie: Este guvernanta Violettei, dar și mătușa acesteia, acest lucru nefiind știut de Violetta. Ea o iubea mult pe nepoata ei și începe să se îndrăgostească de German. Este de asemenea și profesoară de canto la Studio.
- Jade LaFontaine: Iubita lui German. Ea vrea să se căsătorească cu el doar pentru averea lui. Ea nu le suportă pe Angie și Violetta și devine geloasă pe Angie.
- Matias LaFontaine: Fratele lui Jade, capul răutăților. Este cel care o forțează pe Jade să se mǎrite cu German după ce familia lor a dat faliment.
- Olga: Una dintre servitoarele casei. Ea o iubește pe Violetta ca pe propriul copil.
- Lisandro Ramallo: Mâna dreaptă a lui German.
- Ludmila Ferro: Fata cea populară de la Studio 21. Ea are o relație cu Leon, dar după ce-l vede pe Tomás, vrea să aibă o relațile cu el, deși el o iubea pe Violetta. Ea o are drept asistentă pe Naty
- Naty (Natalia): Este asistenta Ludimilei, astfel ajungând între cei populari. Deși nu o place pe Ludmila, Naty stă pe lângă ea, știind că aceasta este singura ei șansă să fie în grupul popularilor.
- Tomás Heredia: Băiatul de care se îndrăgostește Violetta prima dată. El este din Spania și intră la Studio 21 odată cu Violetta. El o iubește pe Violetta
- Leon: Este iubitul Ludmilei, unul dintre membrii grupului popular. La început, el are o relație cu Ludmila, dar după ce află că ea îl vrea pe Tomás, o face geloasă cu Violetta. Pe parcurs, el se îndrăgostește de Violetta pe bune. Este o fire geloasă. Nu-l suportă pe Tomás.
- Camila Torres: Una dintre prietenele Violettei. Este bună prietenă cu Maxi și Francesca. Studiază alături de prietenii ei la Studio 21.
- Maxi (Maximiliano) Ponte: Unul dintre prietenii Violettei. Este bun prieten cu Camilla și Francesca. Studiază alături de prietenii lui la Studio 21.
- Francesca: Una dintre prietenele Violettei. Ea este din Italia și se mută alături de fratele ei, Luca, în Buenos Aires pentru ca ea să studieze la Studio 21. La început, ea îl place pe Tomás, dar după ce află că și Violetta îl place, uită de iubirea ei față de Tomás și îi ajută să fie împreună.
- Luca: Fratele mai mare al Francescăi. El deține "Resto Bar-ul", unde sora lui și prietenele ei își petrec cel mai des timpul liber.
- Brako: Unul dintre prietenii Violettei. El provine dintr-o țară străină, pe care el nu o dezvăluie. Spune deseori expresii în limba lui natală.
- Napo (Napoleón): Verișorul Ludmilei. Vrea să intre și el în grupul popularilor, dar Ludmila nu-l bagă în seamă.
- Andres: Este bun prieten cu Leon. Este puțin mai emotiv. O perioadă, el crede că Ludmila este îndrăgostită de el.
- Pablo Galindo: Unul dintre profesorii de la Studio. El a fost directorul Studioului, dar după eșecul unui spectacol, demisionează din postul de profesor. Devine chelner la restaurantul fratelui lui Francesca.El este îndrăgostit de Angie.
- Roberto Benvenuto (Beto): Unul dintre profesorii de la Studio. El îi ia mereu apărarea lui Tomás, dar și celorlalți elevi ai Studioului.
- Gregorio: Cel mai exigent dintre profesorii Studioului. El devine director după ce spectacolul organizat de Pablo eșuează. El crede că toți, mai ales Tomás sunt împotriva lui.
- Antonio Fernández Vallejo: Deținătorul Studioului. El îi susține pe copii.
- Broadway: Un instructor de dans nou venit la Studio.

#### Personaje secundare
- Lena (Helena): Sora Nataliei. Are un blog pe care îl vizitează foarte mulți oamenii. Gregorio o înscrie la Studio pe Lena, dar ea pleacă după o perioadă de timp. Ea o face pe Naty să se depărteze de Ludmila și o face să aibă mai multă încredere în ea.

#### Tabel personaje
| Personaje                 | Actori                    | Actori                    |
| Personaje                 | Sezon 1 (2012)            | Sezon 2 (2013)            |
| ------------------------- | ------------------------- | ------------------------- |
| Violetta Castillo         | Martina Stoessel          | Martina Stoessel          |
| Tomas Heredia             | Pablo Espinosa            |                           |
| Leon                      | Jorge Blanco              | Jorge Blanco              |
| Diego                     |                           | Diego Domínguez           |
| Ludmila Ferro             | Mercedes Lambre           | Mercedes Lambre           |
| Francesca Cauviglia       | Lodovica Comello          | Lodovica Comello          |
| Camila Torres             | Candelaria Molfese        | Candelaria Molfese        |
| Maximiliano Ponte         | Facundo Gambandé          | Facundo Gambandé          |
| Natalia                   | Alba Rico Navarro         | Alba Rico Navarro         |
| Andres Calixto            | Nicolás Garnier           | Nicolás Garnier           |
| Luca Cauviglia            | Simone Lijoi              |                           |
| Broduey                   | Samuel Nascimento         | Samuel Nascimento         |
| Napoleon                  | Rodrigo Velilla           |                           |
| Brako                     | Artur Logunov             |                           |
| Marco Tavelli             |                           | Xabiani Ponce De León     |
| Lara                      |                           | Valeria Baroni            |
| Herman Castillo           | Diego Ramos               | Diego Ramos               |
| Angeles "Angie" Saramego  | Clara Alonso              | Clara Alonso              |
| Jade LaFontaine           | Florencia Benítez         | Florencia Benítez         |
| Matias LaFontaine         | Joaquín Berthold          | Joaquín Berthold          |
| Olga Patricia Peña        | Mirta Wons                | Mirta Wons                |
| Lisandro Ramallo          | Alfredo Allende           | Alfredo Allende           |
| Gregorio Casal            | Rodrigo Pedreira          | Rodrigo Pedreira          |
| Roberto Benvenuto "Beto"  | Pablo Sultani             | Pablo Sultani             |
| Pablo Galindo             | Ezequiel Rodríguez        | Ezequiel Rodríguez        |
| Esmeralda Di Pietro       |                           | Carla Pandolfi            |
| Jacqueline "Jackie" Saenz |                           | Valentina Frione          |
| Antonio Fernandez         | Alberto Fernández de Rosa | Alberto Fernández de Rosa |
| Federico                  | Ruggero Pasquarelli       | Ruggero Pasquarelli       |
| Lena                      | Lucía Gil                 | Lucía Gil                 |

## Episoade

#### Tabel premieri
| Sezon | Sezon | Episoade | Difuzare originală ARG | Difuzare originală ARG | Difuzare originală ROU | Difuzare originală ROU | Difuzare originală ROU |
| Sezon | Sezon | Episoade | Premieră sezon         | Final sezon            | Premieră sezon         | Final sezon            |                        |
| ----- | ----- | -------- | ---------------------- | ---------------------- | ---------------------- | ---------------------- | ---------------------- |
|       | 1     | 80       | 14 mai 2012            | 26 octombrie 2012      | 18 februarie 2013      | 30 august 2013         |                        |
|       | 2     | 80       | 29 aprilie 2013        | 11 octombrie 2013      | 2013                   | 2014                   |                        |

## Media

#### Muzica
În primul sezon melodia de deschidere și de închidere este En mi mundo în versiunea originală și pentru primele patruzeci de episoade ale primului sezon în Franța, în locul originalului este cântat de Cynthia și intitulat Dans Mon Monde, în Brazilia este cântat de Mayra Arduini, în Italia, a fost cântat de Martina Alejandra Stoessel versiunea în limba italiană a "En mi Mundo", intitulat "Nel Mio Mondo", și în Rusia, Polonia și Turcia, este folosit originalul.
| An   | Detalii |
| ---- | --- |
| 2012 | Violetta - Publicație: 5 iunie 2012 - Format: CD, descarcare digitala - Casa de discuri: Walt Disney Records                  |
| 2012 | Cantar es lo que soy - Publicație: 23 noiembrie 2012 - Format: CD, descarcare digitala - Casa de discuri: Walt Disney Records |
| 2013 | Hoy somos más - Publicație: 11 iunie 2013 - Format: CD, descarcare digitala - Casa de discuri: Walt Disney Records            |

##### Cântece
En mi mundo
Algo suena en mi
Destinada a brillar
Junto somos mas
Entre tu y yo
Tienes todo
Verte de lejos
Voy por ti
Ahi estare
Te creo
Habla si puedes
Are you ready for the ride
Junto a ti
Vevo vevo
Dile que si
Como quieres
Ti credo
Vieni e canta
Tienes el talento
Te esperare
Yo soy asi
Cuando me voy
Peligrosamente bellas
Alcancemos las estrellas
Codigo Amistad
Hoy somos más
More tears
One beat
Podemos
Nel mio mondo
Entre dos mundos
Ven y canta
Ser mejor.

#### Revistă
Din 10 octombrie 2012 este disponibilă în Italia revista oficială a seriei intitulată Violetta. Revista lunara este redactată de Veronica Di Lisio și oferă interviuri, fotografii nepublicate ale seriei și chiar jocuri, postere și grile pentru publicul feminin. În Argentina este publicată o revistă cu același conținut ca și cea italiană. În Chile pot fi achiziționate de la 21 decembrie 2012. Chiar și în Spania este revista lunara dedicata telenovela. Chair și în România există o revistă intitulată Violetta.

#### Album autocolant
În aceeași zi în care a fost publicată revista, a fost, de asemenea, lansat și albumul autocolant, la prețuri accesibile atașat la revista sau individual. Albumul este publicat de către Panini.

#### Alte produse
Au fost, de asemenea, publicate pe piață ouă de Paște și notebook-uri (în Brazilia). În plus, actorul italian Simon Lijoi a creat coloana intitulată "Chiedilo un Simone", unde fanii pe pagina sa de Facebook pun niște întrebări și el răspunde, primul articol a fost publicat la 22 martie 2013 și mai târziu a fost publicat în fiecare joi

## Violetta la teatru
În 2013, a fost confirmată o adaptare a seriei în versiune de teatru. Acesta a fost anunțat că va începe la Teatro Gran Rex din Buenos Aires pe 13 iulie 2013. Spectacolul este intitulat "Violetta en vivo", și va putea fi văzut zilnic la ora 14:30 și 17:30 până pe 28 iulie. Drept urmare, s-a hotărât să se extindă până în 15 septembrie, dar nu zilnic. Vor fi 60 de spectacole în mai multe țări.

### Premieri
| Data               | Țara      | Oraș              | Teatru                                        |
| ------------------ | --------- | ----------------- | --------------------------------------------- |
| America Latină     |           |                   |                                               |
| 13 iulie 2013      | Argentina | Buenos Aires      | Teatro Gran Rex                               |
| 14 iulie 2013      | Argentina | Buenos Aires      | Teatro Gran Rex                               |
| 16 iulie 2013      | Argentina | Buenos Aires      | Teatro Gran Rex                               |
| 17 iulie 2013      | Argentina | Buenos Aires      | Teatro Gran Rex                               |
| 18 iulie 2013      | Argentina | Buenos Aires      | Teatro Gran Rex                               |
| 19 iulie 2013      | Argentina | Buenos Aires      | Teatro Gran Rex                               |
| 20 iulie 2013      | Argentina | Buenos Aires      | Teatro Gran Rex                               |
| 21 iulie 2013      | Argentina | Buenos Aires      | Teatro Gran Rex                               |
| 23 iulie 2013      | Argentina | Buenos Aires      | Teatro Gran Rex                               |
| 24 iulie 2013      | Argentina | Buenos Aires      | Teatro Gran Rex                               |
| 25 iulie 2013      | Argentina | Buenos Aires      | Teatro Gran Rex                               |
| 26 iulie 2013      | Argentina | Buenos Aires      | Teatro Gran Rex                               |
| 27 iulie 2013      | Argentina | Buenos Aires      | Teatro Gran Rex                               |
| 28 iulie 2013      | Argentina | Buenos Aires      | Teatro Gran Rex                               |
| 2 august 2013      | Argentina | Buenos Aires      | Teatro Gran Rex                               |
| 3 august 2013      | Argentina | Buenos Aires      | Teatro Gran Rex                               |
| 4 august 2013      | Argentina | Buenos Aires      | Teatro Gran Rex                               |
| 9 august 2013      | Argentina | Buenos Aires      | Teatro Gran Rex                               |
| 10 august 2013     | Argentina | Buenos Aires      | Teatro Gran Rex                               |
| 15 august 2013     | Argentina | Buenos Aires      | Teatro Gran Rex                               |
| 16 august 2013     | Argentina | Buenos Aires      | Teatro Gran Rex                               |
| 17 august 2013     | Argentina | Buenos Aires      | Teatro Gran Rex                               |
| 18 august 2013     | Argentina | Buenos Aires      | Teatro Gran Rex                               |
| 23 august 2013     | Argentina | Buenos Aires      | Teatro Gran Rex                               |
| 24 august 2013     | Argentina | Buenos Aires      | Teatro Gran Rex                               |
| 25 august 2013     | Argentina | Buenos Aires      | Teatro Gran Rex                               |
| 27 august 2013     | Argentina | Buenos Aires      | Teatro Gran Rex                               |
| 30 august 2013     | Argentina | Buenos Aires      | Teatro Gran Rex                               |
| 31 august 2013     | Argentina | Buenos Aires      | Teatro Gran Rex                               |
| 1 septembrie 2013  | Argentina | Buenos Aires      | Teatro Gran Rex                               |
| 5 septembrie 2013  | Argentina | Buenos Aires      | Teatro Gran Rex                               |
| 6 septembrie 2013  | Argentina | Buenos Aires      | Teatro Gran Rex                               |
| 7 septembrie 2013  | Argentina | Buenos Aires      | Teatro Gran Rex                               |
| 8 septembrie 2013  | Argentina | Buenos Aires      | Teatro Gran Rex                               |
| 10 septembrie 2013 | Argentina | Buenos Aires      | Teatro Gran Rex                               |
| 11 septembrie 2013 | Argentina | Buenos Aires      | Teatro Gran Rex                               |
| 14 septembrie 2013 | Argentina | Buenos Aires      | Teatro Gran Rex                               |
| 15 septembrie 2013 | Argentina | Buenos Aires      | Teatro Gran Rex                               |
| 28 septembrie 2013 | Paraguay  | Asunción          | Polideportivo del Club Sol de América         |
| 29 septembrie 2013 | Paraguay  | Asunción          | Polideportivo del Club Sol de América         |
| 3 octombrie 2013   | Argentina | Santa Fé          | Club Unión Santa Fé                           |
| 4 octombrie 2013   | Argentina | Santa Fé          | Club Unión Santa Fé                           |
| 6 octombrie 2013   | Argentina | Rosario           | Metropolitano                                 |
| 7 octombrie 2013   | Argentina | Rosario           | Metropolitano                                 |
| 9 octombrie 2013   | Argentina | Neuquén           | Stadio Ruca Che                               |
| 11 octombrie 2013  | Chile     | Santiago del Cile | Movistar Arena                                |
| 12 octombrie 2013  | Chile     | Santiago del Cile | Movistar Arena                                |
| 13 octombrie 2013  | Chile     | Santiago del Cile | Movistar Arena                                |
| 16 octombrie 2013  | Argentina | Mendoza           | Arena Maipú                                   |
| 17 octombrie 2013  | Argentina | Mendoza           | Arena Maipú                                   |
| 19 octombrie 2013  | Argentina | Cordoba           | Orfeo Superdomo                               |
| 20 octombrie 2013  | Argentina | Cordoba           | Orfeo Superdomo                               |
| 21 octombrie 2013  | Argentina | Cordoba           | Orfeo Superdomo                               |
| 26 octombrie 2013  | Brazilia  | San Paolo         | Credicard Hall                                |
| 27 octombrie 2013  | Brazilia  | San Paolo         | Credicard Hall                                |
| 1 noiembrie 2013   | Uruguay   | Montevideo        | Teatro de Verano                              |
| 2 noiembrie 2013   | Uruguay   | Montevideo        | Teatro de Verano                              |
| 15 noiembrie 2013  | Venezuela | Valencia          | Forum de Valencia                             |
| 16 noiembrie 2013  | Venezuela | Caracas           | Poliedro de Caracas                           |
| Europa             |           |                   |                                               |
| 30 noiembrie 2013  | Spania    | Barcelona         | Palau Sant Jordi                              |
| 1 decembrie 2013   | Spania    | Barcelona         | Palau Sant Jordi                              |
| 5 decembrie 2013   | Spania    | Bilbao            | Bilbao Arena                                  |
| 7 decembrie 2013   | Spania    | Madrid            | Palacio de Deportes de la Comunidad de Madrid |
| 8 decembrie 2013   | Spania    | Madrid            | Palacio de Deportes de la Comunidad de Madrid |
| 13 decembrie 2013  | Spania    | Valencia          | Pabellón Municipal Fuente de San Luis         |
| 14 decembrie 2013  | Spania    | Valencia          | Pabellón Municipal Fuente de San Luis         |
| 15 decembrie 2013  | Spania    | Málaga            | Palacio de Deportes José María Martín Carpena |
| 3 ianuarie 2014    | Italia    | Milano            | Mediolanum Forum                              |
| 4 ianuarie 2014    | Italia    | Milano            | Mediolanum Forum                              |
| 6 ianuarie 2014    | Italia    | Bologna           | Unipol Arena                                  |
| 10 ianuarie 2014   | Italia    | Roma              | PalaLottomatica                               |
| 11 ianuarie 2014   | Italia    | Roma              | PalaLottomatica                               |
| 21 ianuarie 2014   | Italia    | Napoli            | PalaPartenope                                 |
| 22 ianuarie 2014   | Italia    | Napoli            | PalaPartenope                                 |
| 25 ianuarie 2014   | Italia    | Catania           | PalaCatania                                   |
| 26 ianuarie 2014   | Italia    | Catania           | PalaCatania                                   |
| 28 ianuarie 2014   | Italia    | Padova            | PalaFabris                                    |
| 29 ianuarie 2014   | Italia    | Padova            | PalaFabris                                    |
| 31 ianuarie 2014   | Italia    | Firenze           | Nelson Mandela Forum                          |
| 1 februarie 2014   | Italia    | Firenze           | Nelson Mandela Forum                          |
| 2 februarie 2014   | Italia    | Torino            | Palasport Olimpico                            |

## Programe similare

### El V-log de Francesca
Este o serie web prezentată prin Lodovica Comello și este filmat in dormitorul ei. Este formată din șaisprezece episoade, prima emisie a fost în 10 iunie 2012 și ultima în 22 octombrie 2012. De asemenea episoadele au fost dublate în italiană sub numele de El videoblog de Francesca și în Brazilia cu numele de O V-log de Francesca.

### Ludmila Cyberst@r
Este o serie web postată pentru prima dată în 1 iunie 2012 pe canalul oficial Disney Channel Argentina de pe platforma YouTube. Seria constă în opt episoade  iar ultima oara s-a postat pe YouTube pe 17 septembrie 2012 și apoi s-a difuzat în continuare pe aceeași paginǎ web a canalului portughez Disney Channel.

## Premii si nominalizari
| An   | Premiu                        | Categorie                                                | Nominalizare                           | Rezultat     |
| ---- | ----------------------------- | -------------------------------------------------------- | -------------------------------------- | ------------ |
| 2012 | Kids' Choice Awards Argentina | Favorite TV Show                                         | Favorite TV Show                       | Nominalizare |
| 2012 | Kids' Choice Awards Argentina | Actorul favorit                                          | Pablo Espinosa                         | Câștigat     |
| 2012 | Kids' Choice Awards Argentina | Ticălosul favorit                                        | Mercedes Lambre                        | Câștigat     |
| 2012 | Kids' Choice Awards Argentina | Femeia nou venită                                        | Martina Stoessel                       | Câștigat     |
| 2013 | Kids' Choice Awards           | Artistul latin favorit                                   | Martina Stoessel                       | Nominalizare |
| 2013 | Premios Gardel                | Cel mai bun soundtrack a albumului de film / Televiziune | Violetta                               | Câștigat     |
| 2013 | Premios Martín Fierro         | Outstanding Children / Youth's Program                   | Outstanding Children / Youth's Program | Câștigat     |
| 2013 | Premios Martín Fierro         | Femeia nou venită                                        | Martina Stoessel                       | Câștigat     |
| 2013 | Kids' Choice Awards Mexic     | Actorul favorit                                          | Jorge Blanco                           | Câștigat     |
| 2013 | Kids' Choice Awards Mexic     | Seria TV favortă                                         | Seria TV favortă                       | Nominalizare |
| 2013 | Kids' Choice Awards Mexic     | Ticălosul favorit                                        | Mercedes Lambre                        | Nominalizare |
| 2013 | Kids' Choice Awards Mexic     | Cel mai bun actor secundar                               | Pablo Espinosa                         | Nominalizare |
| 2013 | Kids' Choice Awards Mexic     | Cea mai bună actriță secundară                           | Clara Alonso                           | Nominalizare |
| 2013 | Kids' Choice Awards Argentina | Favorite TV Show                                         | Favorite TV Show                       | Nominalizare |
| 2013 | Kids' Choice Awards Argentina | Actorul favorit                                          | Jorge Blanco                           | Nominalizare |
| 2013 | Kids' Choice Awards Argentina | Actrița favorită                                         | Martina Stoessel                       | Nominalizare |
| 2013 | Kids' Choice Awards Argentina | Actrița favorită                                         | Lodovica Comello                       | Nominalizare |
| 2013 | Kids' Choice Awards Argentina | Cel mai bun actor suportat                               | Samuel Nascimento                      | Nominalizare |
| 2013 | Kids' Choice Awards Argentina | Ticălosul favorit                                        | Mercedes Lambre                        | Nominalizare |
| 2013 | Kids' Choice Awards Argentina | Noul venit                                               | Xabiani Ponce De León                  | Nominalizare |

## Cântece din serial
Cântecele din serial sunt:
- En mi mundo (melodie de intro)
- Algo suena en mi
- Destinada a brillar
- Te creo
- Voy por ti
- Juntos somos mas
- Entre tu y yo
- Are you ready for the ride
- Dile que si
- Junto a ti
- Tienes todo
- Veo veo
- Habla si puede
- Ven y canta

Toate cântecele au fost compuse de Nicolas Fromentel. Majoritatea sunt interpretate de Violetta (Martina Stoessel), Tomás (Pablo Espinosa) și Leon (Jorge Blanco)

## Lansări internaționale
| Țară/Regiune  | Canal                                 | Data premierii(sezon 1) | Data premierii(sezon 2) | Titlul în țară      | Ref.                |
| ------------- | ------------------------------------- | ----------------------- | ----------------------- | ------------------- | ------------------- |
| Argentina     | Disney Channel America Latină         | 14 mai 2012             | 29 aprilie 2013         | Violetta            | [ 21 ]              |
| Chile         | Disney Channel America Latină         | 14 mai 2012             | 29 aprilie 2013         | Violetta            | [ 21 ]              |
| Bolivia       | Disney Channel America Latină         | 14 mai 2012             | 29 aprilie 2013         | Violetta            | [ 21 ]              |
| Columbia      | Disney Channel America Latină         | 14 mai 2012             | 29 aprilie 2013         | Violetta            | [ 21 ]              |
| Panama        | Disney Channel America Latină         | 14 mai 2012             | 29 aprilie 2013         | Violetta            | [ 21 ]              |
| Paraguay      | Disney Channel America Latină         | 14 mai 2012             | 29 aprilie 2013         | Violetta            | [ 21 ]              |
| Ecuador       | Disney Channel America Latină         | 14 mai 2012             | 29 aprilie 2013         | Violetta            | [ 21 ]              |
| Guatemala     | Disney Channel America Latină         | 14 mai 2012             | 29 aprilie 2013         | Violetta            | [ 21 ]              |
| Mexic         | Disney Channel America Latină         | 14 mai 2012             | 29 aprilie 2013         | Violetta            | [ 21 ]              |
| Honduras      | Disney Channel America Latină         | 14 mai 2012             | 29 aprilie 2013         | Violetta            | [ 21 ]              |
| Paraguay      | Disney Channel America Latină         | 14 mai 2012             | 29 aprilie 2013         | Violetta            | [ 21 ]              |
| Peru          | Disney Channel America Latină         | 14 mai 2012             | 29 aprilie 2013         | Violetta            | [ 21 ]              |
| Venezuela     | Disney Channel America Latină         | 14 mai 2012             | 29 aprilie 2013         | Violetta            | [ 21 ]              |
| Italia        | Disney Channel Italia                 | 14 mai 2012             | 3 iunie 2013            | Violetta            | [ 22 ]              |
| Brazilia      | Disney Channel Brazilia               | 10 septembrie 2012      | 19 august 2013          | Violetta            | [ 23 ]              |
| Spania        | Disney Channel Spania                 | 17 septembrie 2012      | 23 septembrie 2013      | Violetta            | [ 24 ]              |
| Franța        | Disney Channel Franța                 | 1 octombrie 2012        | 30 septembrie 2013      | Violetta            | [ 25 ]              |
| Turcia        | Disney Channel Turcia                 | 18 februarie 2013       |                         | Violetta            | [ 6 ] [ 26 ]        |
| Polonia       | Disney Channel Polonia                | 18 februarie 2013       |                         | Violetta            | [ 27 ] [ 28 ]       |
| România       | Disney Channel România                | 18 februarie 2013       |                         | Violetta            | [ 29 ] [ 30 ]       |
| Bulgaria      | Disney Channel Bulgaria               |                         |                         | Violetta            | [ 31 ]              |
| Israel        | Disney Channel Israel                 | 3 septembrie 2012       | 29 septembrie 2013      | ויולטה (Violetta)   | [ 6 ] [ 32 ]        |
| Rusia         | Disney Channel Rusia                  | 15 octombrie 2012       | 30 septembrie 2013      | Виолетта (Buoletta) | [ 6 ] [ 33 ] [ 34 ] |
| Grecia        | Disney Channel Grecia                 | 26 august 2013          |                         | Βιολέττα (Violetta) |                     |
| Regatul Unit  | Disney Channel Regatul Unit & Irlanda | 22 iulie 2013           |                         | Violetta            | [ 35 ]              |
| Irlanda       | Disney Channel Regatul Unit & Irlanda | 22 iulie 2013           |                         | Violetta            | [ 35 ]              |
| Țările de Jos | Disney Channel Țările de Jos          | 16 septembrie 2013      |                         | Violetta            | [ 36 ]              |
| Belgia        | Disney Channel Țările de Jos          | 16 septembrie 2013      |                         | Violetta            | [ 37 ]              |
| Suedia        | Disney Channel Scandinavia            | 14 octombrie 2013       |                         | Violetta            | [ 38 ]              |
| Norvegia      | Disney Channel Scandinavia            | 14 octombrie 2013       |                         | Violetta            | [ 38 ]              |
| Danemarca     | Disney Channel Scandinavia            | 14 octombrie 2013       |                         | Violetta            | [ 38 ]              |
| Finlanda      | Disney Channel Scandinavia            | 14 octombrie 2013       |                         | Violetta            | [ 38 ]              |
| Islanda       | Disney Channel Scandinavia            | 14 octombrie 2013       |                         | Violetta            | [ 38 ]              |
| Estonia       | Disney Channel Scandinavia            | 14 octombrie 2013       |                         | Violetta            | [ 38 ]              |
| Portugalia    | Disney Channel Portugalia             | septembrie 2013         |                         | Violetta            | [ 39 ]              |
| Africa de Sud | Disney Channel Africa de Sud          | 26 august 2013          |                         | Violetta            | [ 40 ]              |
| Liga Arabă    | Disney Channel Orientul Mijlociu      | 26 august 2013          |                         | Violetta            | [ 41 ]              |
| Cehia         | Disney Channel Republica Cehă         | decembrie 2013          |                         | Violetta            |                     |

### Alte premieri
| Țară      | Canal         | Premieră           | Titlul în țară      | Ref.   |
| --------- | ------------- | ------------------ | ------------------- | ------ |
| Argentina | El Trece      | 24 septembrie 2012 | Violetta            | [ 42 ] |
| Chile     | Mega          | 14 ianuarie 2013   | Violetta            | [ 43 ] |
| Ecuador   | TC Televisión | 14 ianuarie 2013   | Violetta            | [ 44 ] |
| Italia    | Rai Gulp      | 8 aprilie 2013     | Violetta            | [ 45 ] |
| Paraguay  | Telefuturo    | 22 aprilie 2013    | Violetta            | [ 46 ] |
| Armenia   | Lime Tv       | 7 iulie 2013       | Վիոլետտա (Violetta) | [ 47 ] |
| Peru      | ATV           | 30 iulie 2013      | Violetta            | .      |